# Пульвер Антон Володимирович
Антон Володимирович Пульвер (29 липня 1981, м. Новополоцьк, СРСР) — білоруський хокеїст, захисник. Виступає за «Гомель» у Білоруській Екстралізі. Майстер спорту. 
Вихованець СДЮШОР «Хімік» (Новополоцьк). Виступав за «Полімір» (Новополоцьк), ХК «Вітебськ», ХК «Брест», «Німан» (Гродно), «Металург» (Жлобин).
У складі національної збірної Білорусі провів 3 матчі. У складі молодіжної збірної Білорусі учасник чемпіонатів світу 1999 і 2000 (група B). У складі юніорської збірної Білорусі учасник чемпіонату світу 1999 (група B). 
Досягнення
- Чемпіон Білорусі (2012), срібний призер (1998), бронзовий призер (1999, 2001, 2011)
- Бронзовий призер чемпіонату СЄХЛ (1998, 1999)
- Володар Кубка Білорусі (2011), фіналіст (2010).